# Anna Bolena (opera)
(Anna, atto II, scena ultima)
Anna Bolena è un'opera lirica di Gaetano Donizetti.

## Caratteri generali
Donizetti venne scritturato, assieme al "rivale" Vincenzo Bellini dal Duca Pompeo Litta, responsabile del Teatro Carcano di Milano, per inaugurare la Stagione di Carnevale 1830-1831: la scelta non era casuale né sciocca, dato che l'impresario seppe sfruttare la rivalità tra i due compositori per farsi ottima pubblicità, arrivando, addirittura a eclissare la consueta e più famosa Stagione della Scala. Per accentuare l'interesse (nonché la sfida tra i due) sia Donizetti e Bellini usufruirono dello stesso librettista (Felice Romani) e di due divi dell'epoca (Giuditta Pasta e Giovanni Battista Rubini). La stagione vide quindi il debutto di due delle maggiori opere del Bel Canto italiano: a dicembre l'Anna Bolena di Donizetti e, a marzo, La sonnambula di Bellini.
Il libretto (a cura di Felice Romani) è tratto da diverse fonti letterarie: Anna Bolena di Alessandro Pepoli (Venezia 1788), Enrico VIII ossia Anna Bolena di Ippolito Pindemonte (Torino 1816), che a sua volta costituisce poco più che una traduzione dell'Henri VIII di Marie-Joseph Chénier (Parigi 1791).
L'opera debuttò quindi al Carcano il 26 dicembre 1830, con uno straordinario successo, dovuto al cast eccezionale e all'affascinante drammaturgia di Romani.

## Cast della prima
| Ruolo            | Registro vocale | Interprete               |
| ---------------- | --------------- | ------------------------ |
| Anna Bolena      | mezzosoprano    | Giuditta Pasta           |
| Enrico VIII      | basso           | Filippo Galli            |
| Riccardo Percy   | tenore          | Giovanni Battista Rubini |
| Giovanna Seymour | soprano         | Elisa Orlandi            |
| Smeton           | contralto       | Henriette Laroche        |
| Lord Rochefort   | basso           | Lorenzo Biondi           |
| Sir Hervey       | tenore          | Antonio Crippa           |

## Fortune dell'opera

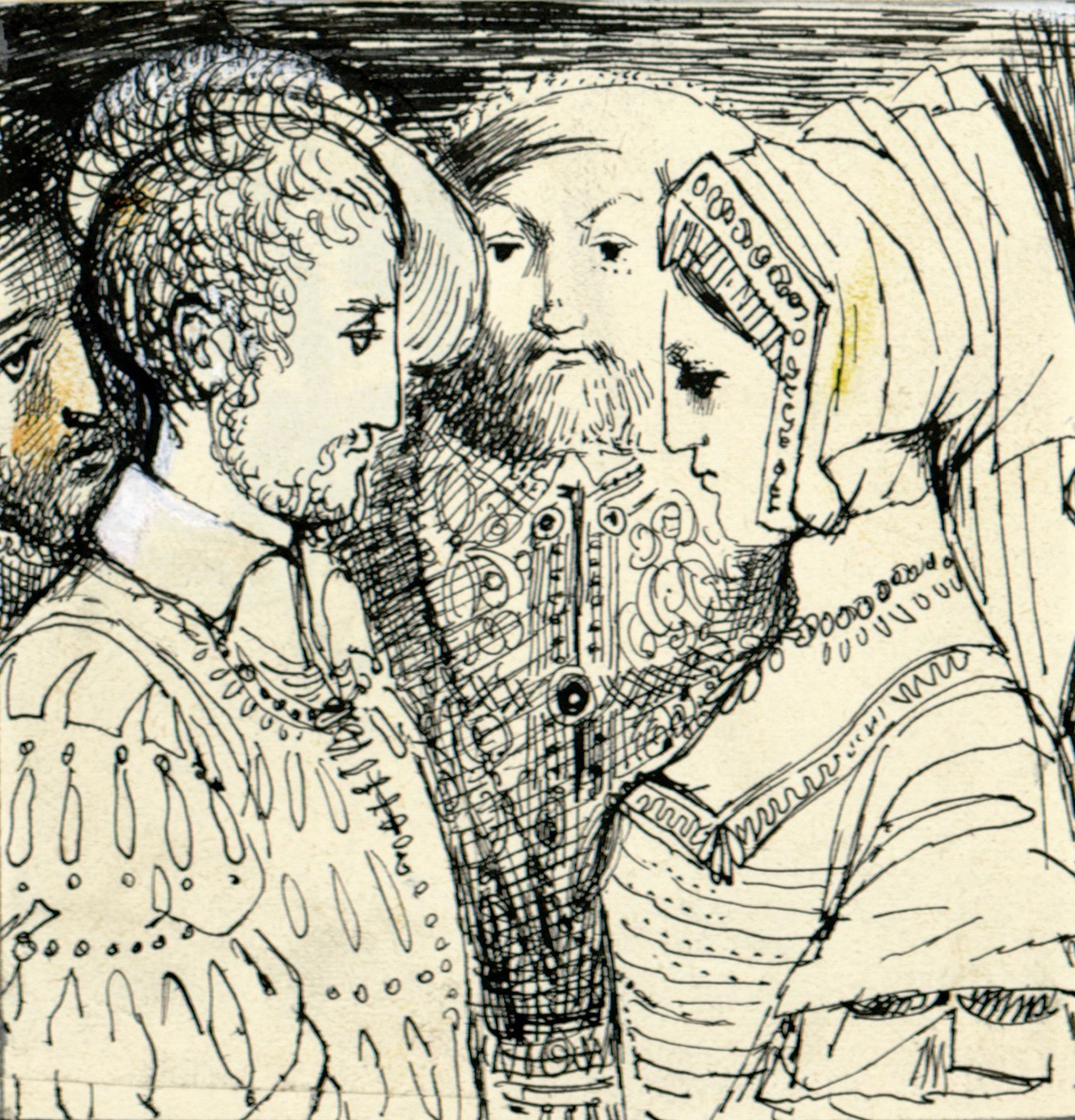
Disegno per copertina di libretto, disegno per Anna Bolena (s.d.). Archivio Storico Ricordi

Dopo il fortunato debutto nel corso dei decenni l'opera uscì di repertorio: la sua ultima rappresentazione nel XIX secolo è attestata il 1877 al Teatro alla Scala.
La prima esecuzione in tempi moderni risale al 1947, al Gran Teatre del Liceu in occasione del centenario dell'inaugurazione del teatro (questa era stata la prima opera rappresentata al teatro il 1847), con protagonisti Sara Scuderi, Giulietta Simionato e Cesare Siepi; fece seguito un'esecuzione al Teatro Donizetti di Bergamo nel 1956, con Marina Cucchio che sostituì l'indisposta Renata Heredia-Capnist nel ruolo del titolo.

Tuttavia è maggiormente ricordata l'esecuzione del 1957 alla Scala, diretta da Gianandrea Gavazzeni, con la Simionato, Nicola Rossi-Lemeni, Gianni Raimondi, e, soprattutto, Maria Callas nel ruolo del titolo. Va tuttavia sottolineato che alla sua "ripresa", l'opera fu pesantemente tagliata dal direttore, che eliminò la sinfonia, i "da capo", soppresse la scena del carcere di Percy e Rochefort e la parte corale nella cabaletta finale Coppia iniqua. 

Dalle fortunate repliche milanesi, l'opera tornò pian piano sulle scene italiane e internazionali.
Dopo la Callas affrontarono il ruolo di Anna altre illustri personalità come Leyla Gencer, Elena Souliotis, Beverly Sills, Joan Sutherland, Montserrat Caballe, Katia Ricciarelli, Edita Gruberová, Mariella Devia e Anna Netrebko, mentre il temibile ruolo rubiniano di Percy ha finora trovato soltanto nelle interpretazioni di Rockwell Blake, Gregory Kunde e Maxim Mironov (peraltro non immortalate dalla discografia ufficiale) le dovute gratificazioni vocali e stilistiche. Nel ruolo di Giovanna si distinsero soprattutto Fiorenza Cossotto, Marilyn Horne, Martine Dupuy, Shirley Verrett, Daniela Barcellona e Sonia Ganassi; da ricordare, per il difficile ruolo di Enrico VIII, le autorevoli voci di Nicolaj Ghiaurov, Paul Plishka e Samuel Ramey.

## Trama

### Atto I
Sala nel castello di Windsor negli appartamenti della regina. Il luogo è illuminato
L'opera si apre in uno degli appartamenti di Anna Bolena. I nobili passeggiano e discorrono (Né venne il re?): sono inquieti e ansiosi. Infatti sanno che il "volubile cuore" di Enrico, così come di Anna, si è innamorato di un'altra donna, di cui si ignora l'identità. Entra Giovanna di Seymour, ancella di Anna, ed è proprio lei la nuova favorita del re. Giovanna teme che la regina sospetti qualcosa (Ella di me sollecita), combattuta tra l'amore per il re e il rimorso per ciò che sta facendo ad Anna.
Entra Anna, turbata così come tutti i presenti, ma cerca di dissimulare (invano) la sua tristezza. Per svagarsi ordina al paggio Smeton di rallegrare la corte con il suo canto. Smeton, che di Anna è segretamente innamorato, canta una romanza (Deh non voler costringere), in cui dichiara implicitamente il suo amore alla regina, ma Anna, turbata e commossa, lo fa cessare: la canzone le ha fatto tornare alla mente i ricordi del passato. Fingendo che nulla sia accaduto esorta tutti i presenti a ritornare alle proprie stanze, dato che il re non si è ancora presentato; intanto si confida con Giovanna e le consiglia di non cedere al fascino del trono, come invece ha fatto lei (Non v'ha sguardo).
Giovanna, rimasta sola, rimugina sulle parole della regina, divisa tra l'amicizia per lei e l'amore per Enrico, che sopraggiunge proprio in quel momento: ne segue un dialogo serrato in cui il re dapprima promette all'amante il trono (Tutta in voi la luce mia), e poi, di fronte alle sue esitazioni, la accusa di non amarlo. Giovanna cerca di difendersi, ma non riesce a convincere Enrico a desistere dal suo "piano" contro Anna: l'unica maniera per fare sì che l'amata sia sua moglie è ripudiare la moglie precedente, e afferma di avere trovato una maniera di sciogliere il legame matrimoniale con la Bolena. Giovanna, atterrita, non osa sapere o chiedere di più (Ah, qual sia cercar non oso).
Parco nel castello di Windsor. È giorno
Nel parco del castello di Windsor si incontrano dopo tanto tempo Percy e Rochefort, fratello di Anna. Rochefort si rallegra per il ritorno di Percy, mandato in esilio da Enrico subito dopo le nozze di Anna, anche se l'amico si duole per il ritorno in Inghilterra, poiché è vicino all'amata Anna, il cui amore ha perduto (Da quel dì che lei perduta).
Entrano il re e la regina per la caccia. Enrico saluta Percy e gli comunica che il suo esilio è stato revocato su insistenza di Anna: durante un breve dialogo tra i due la passione ritorna ad avvampare ed Enrico (che ha ordinato sadicamente a Percy di baciare la mano della regina, per ringraziarla) ordina al fido Hervey di sorvegliare la regina e Percy. Alla fine il re parte per la caccia e Anna si ritira nelle sue stanze.
Gabinetto nel castello, che mette all'interno delle stanze di Anna
Il paggio Smeton si aggira nell'appartamento della regina. Segretamente innamorato di lei, ne custodisce un'immagine (Ah, parea che per incanto). In quel momento ode dei rumori e così si nasconde all'arrivo di Anna seguita dal fratello. Rochefort convince la sorella a concedere almeno un incontro a Percy, e lei, malvolentieri, acconsente. Percy continua a rimarcare il suo amore mai sopito, ma Anna non può ricambiarlo, essendo regina e temendo per la loro reputazione (duetto: S'ei t'abborre io t'amo ancora). Percy, al diniego di Anna, estrae la spada per uccidersi, quando interviene Smeton per difendere la regina, scambiando il tentato suicidio per un attentato alla vita della regina. Anna sviene e il rumore della lotta richiama i cortigiani e il re. Il re, soddisfatto per il successo del suo piano, accusa pubblicamente Anna di adulterio. Smeton, nel tentativo di difenderla, lascia cadere l'immagine di Anna, che viene considerata come prova evidente del tradimento. Anna, Percy e Smeton vengono arrestati, mentre tutto il coro lamenta le disgrazie che affliggono il regno d'Inghilterra (Ah, segnata è la mia sorte).

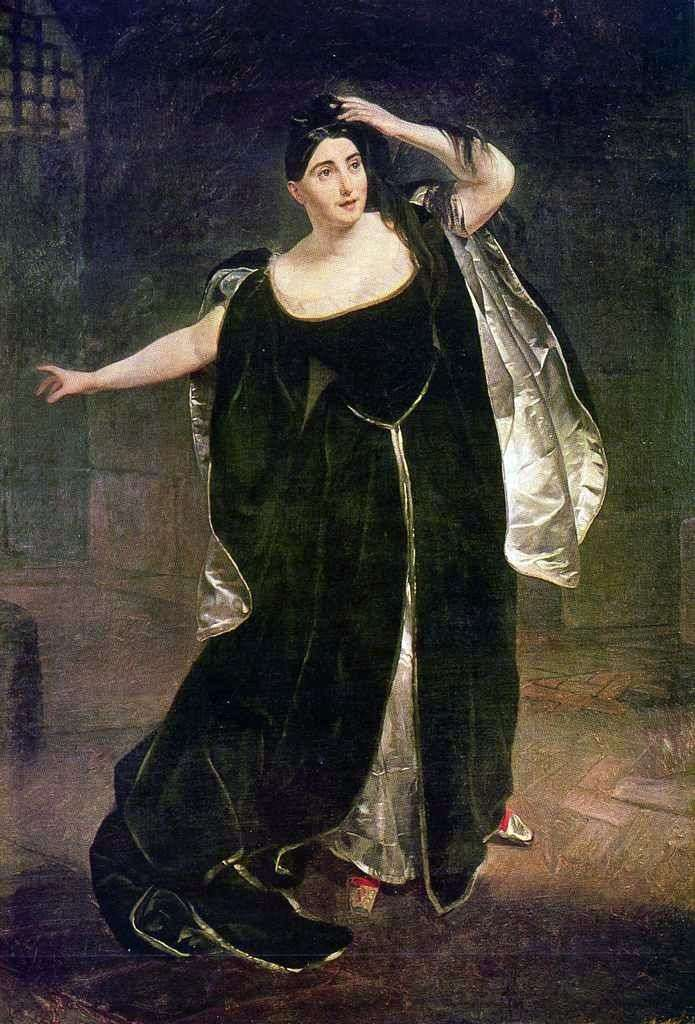
Il soprano Giuditta Pasta, prima interprete del ruolo di Anna nell'opera omonima di Gaetano Donizetti.

### Atto II
Gabinetto che mette nella stanza dov'è custodita Anna. Guardie alla porta
Le dame compiangono la regina (Oh, dove mai ne andarono) e vengono convocate da Hervey al Consiglio dei Pari. Anna, rimasta sola, prega e riconosce, nella sua rovina, le stesse pene che ha fatto subire un tempo a Caterina d'Aragona, di cui era dama di compagnia e amica: lo stesso rapporto instaurato tra Anna e Giovanna. Proprio Giovanna si presenta alla regina con una supplica: il confessarsi colpevole di tradimento la farebbe divorziare da Enrico, senza la minaccia della condanna a morte. Anna rifiuta l'infamante proposta e maledice Enrico con la sua nuova amante (Sul suo capo aggravi un Dio), ma il pianto di Giovanna le svela la verità: la sua ancella confessa la relazione e chiede il perdono della regina. Anna, dapprima sconvolta, la perdona, commiserando la sua futura sorte da regina (Va', infelice, e teco reca).
Vestibolo che mette nella sala ov'è adunato il consiglio. Gli ingressi sono chiusi e le porte custodite da guardie
Percy e Anna stanno per essere condotti davanti al tribunale (coro: Ebben? Dinnanzi ai giudici). Hervey comunica che il paggio Smeton, credendo di salvare la regina, ha confessato, confermando la tesi dell'adulterio, condannando così Anna e compiacendo i piani del re.
Anna chiede a Enrico di essere subito uccisa e di non dovere subire l'umiliazione del giudizio. Percy, allora, rivendica i diritti di Anna, affermando di essere stato suo marito prima del matrimonio con il re. Allora Anna afferma di essersi pentita di avere scelto l'amore del re invece di quello di Percy. Il sovrano si infuria e affretta al tribunale la coppia (terzetto: Ambo morrete, o perfidi).
Enrico rimugina sulle affermazioni dei due e pensa di includere nella vendetta la bambina avuta da Anna (la piccola Elisabetta I). Riappare Giovanna, che afferma di volere lasciare la corte per espiare altrove i suoi peccati contro di Anna: Enrico, furente, si sente ancora più avvampare dalla rabbia contro l'odiata ex moglie, che è riuscita a spegnere l'amore di Giovanna. Ma la nuova regina afferma di amarlo ancora e per l'amore che li lega lo supplica di non condannare Anna (Per questa fiamma indomita): in quel momento Hervey rientra e annuncia la condanna a morte di Anna, Percy, Smeton e Rochefort appena emessa dai Pari. Il coro e Giovanna implorano Enrico di cedere alla clemenza, ma il sovrano rifiuta (Ah, pensate che rivolti).
Prigioni nella torre di Londra. Il fondo e le porte sono occupate da soldati
Percy e Rochefort sono condannati. Percy rimane indignato per la condanna di Rochefort, ma lui si accusa di avere consigliato la sorella di cedere alle insistenze del re. Entra Hervey, che comunica la grazia impartita loro dal re. I due rifiutano dato che Anna non è stata graziata, anche se Percy supplica Rochefort di salvarsi (Vivi tu te ne scongiuro): ma l'amico non cede e così i due uomini vengono condotti in carcere, forti delle loro convinzioni.
Le damigelle compiangono il destino di Anna, che dopo la sentenza è impazzita (Chi può vederla a ciglio asciutto?). Compare Anna vestita di stracci e che vaneggia, in preda a visioni: vede le nozze con il re e l'amato Percy (Al dolce guidami castel natìo).
Entrano Percy, Rochefort e Smeton, pronti per il supplizio. Il paggio cerca di farsi perdonare dalla regina per ciò che ha fatto. Anna non lo ascolta: è di nuovo in preda alle visioni (Cielo, a miei lunghi spasimi). Suonano le campane e rimbombano i cannoni che festeggiano le nozze. Il suono risveglia Anna, che invece di maledire la coppia regale (Coppia iniqua, l'estrema vendetta) la perdona, e, sfinita, muore. Smeton, Percy e Rochefort vengono condotti al supplizio.

## Giovanna Seymour: soprano o mezzosoprano?
Il ruolo di Giovanna Seymour, nel libretto originale, è indicato come "soprano": Elisa Orlandi, la prima interprete, era una cantante in bilico tra i ruoli di mezzosoprano e soprano, tuttavia il ruolo fu subito appannaggio di Giulia Grisi ed Eugenia Tadolini (in seguito entrambe famose protagoniste) che erano invece soprani puri note per la dolcezza della voce; nella seconda metà dell'Ottocento, con la crescente autonomia e diffusione della voce di mezzosoprano, i ruoli di «seconda donna soprano» (come la Seymour, Adalgisa nella Norma ed Elisabetta I nella Maria Stuarda) divennero appannaggio di tale registro vocale, riadattandone le originarie tessiture acute e conferendo a tali personaggi un colore brunito e "matronale", di solito evocativo di sensualità, contrastando con il carattere virginale e remissivo di tali ruoli.
Se a differenza della Norma di Bellini, in cui si è assistito a un saltuario ripristino delle tessiture originali, nel caso di Giovanna Seymour fin dalle riprese dell'opera il personaggio è stato di nuovo affidato a mezzosoprani, talvolta dalla voce chiara e in grado di sostenere l'originale tessitura sopranile (come Giulietta Simionato, Fiorenza Cossotto, Shirley Verrett).
A oggi le uniche rappresentazioni dell'opera con un soprano nel ruolo di Seymour sono avvenute a Bergamo, al Donizetti Opera Festival, con il soprano ucraino Sofia Soloviy, esibitasi sia nel 2006 (con Dīmītra Theodosiou nel ruolo di Anna) che nel 2015 (accanto a Carmela Remigio), a Roma nel 2019, con la Remigio nel ruolo di Seymour e Maria Agresta nel ruolo di Anna e a Lugano nel 2023 con la Remigio come Anna e Arianna Vendittelli come Seymour.

## Struttura dell'opera
- Sinfonia

### Atto 1
- 1 Introduzione Né venne il Re? - Ella di me, sollecita - Deh, non voler costringere - Come, innocente giovane (Coro, Giovanna, Anna, Smeton)
- 2 Scena e Duetto Tutta in voi la luce mia (Enrico, Giovanna)
- 3 Recitativo e Cavatina: Da quel dì che, lei perduta (Percy, Rochefort, Coro)
- 4 Scena e Quintetto: Voi, regina! (Anna, Enrico, Hervey, Percy, Rochefort, Coro)
- 5 Scena e Finale I È sgombro il loco - S'ei t'aborre - Tace ognuno (Smeton, Anna, Rochefort, Percy, Enrico, Coro, Giovanna, Hervey)

### Atto 2
- 6 Introduzione: Oh, dove mai ne andarono (Coro, Anna, Hervey)
- 7 Scena e Duetto: Sul suo capo aggravi un Dio (Anna, Giovanna)
- 8 Coro, scena e Terzetto: Ebben? Dinanzi ai giudici - Ambo morrete, o perfidi (Hervey, Enrico, Anna, Percy)
- 9 Scena e Aria: Per questa fiamma indomita (Giovanna, Coro, Enrico, Hervey)
- 10 Recitativo e Aria: Vivi tu, te ne scongiuro (Percy, Rochefort, Hervey)
- 11 Ultima Scena Chi può vederla - Al dolce guidami - Cielo, a' miei lunghi spasimi - Coppia iniqua (Coro, Anna, Hervey, Percy, Rochefort, Smeton)

## Brani celebri
- Come, innocente giovine... Non v'ha sguardo cui sia dato, cavatina e cabaletta di Anna (atto I);
- Da quel dì che lei perduta... Ah così ne' dì ridenti, cavatina e cabaletta di Percy (atto I);
- Io sentii sulla mia mano... Questo dì per noi spuntato, quintetto (atto I);
- Fin dall'età più tenera, terzetto tra Anna, Percy ed Enrico (atto II);
- Per questa fiamma indomita, duetto fra Giovanna ed Enrico (atto II);
- Al dolce guidami castel natio, scena della follia di Anna (atto II).

## Imprestiti
- Uno dei temi della Sinfonia riprende la cabaletta Affetti tiranni della Cavatina Veggo ahimè l'ingenua sposa di Leicester in Elisabetta al castello di Kenilworth
- Il celebre Al dolce guidami contenuto nella "Scena della pazzia" riprende il motivo del cantabile Mi scende all'anima nella cabaletta della Cavatina Care aurette che spiegate del protagonista in Enrico di Borgogna

## Discografia (parziale)
| Anno | Cast (Anna, Giovanna, Enrico, Percy, Smeton)                                                | Direttore            | Etichetta           |
| ---- | ------------------------------------------------------------------------------------------- | -------------------- | ------------------- |
| 1957 | Maria Callas, Giulietta Simionato, Nicola Rossi-Lemeni, Gianni Raimondi, Gabriella Carturan | Gianandrea Gavazzeni | EMI                 |
| 1958 | Leyla Gencer, Giulietta Simionato, Plinio Clabassi, Aldo Bertocci, Anna Maria Rota          | Gianandrea Gavazzeni | Melodram            |
| 1969 | Elena Souliotis, Marilyn Horne, Nicolai Ghiaurov, John Alexander, Janet Coster              | Silvio Varviso       | Decca               |
| 1972 | Beverly Sills, Shirley Verrett, Paul Plishka, Stuart Burrows, Patricia Kern                 | Julius Rudel         | Westminster Records |
| 1987 | Joan Sutherland, Suzanne Mentzer, Samuel Ramey, Jerry Hadley, Bernadette Manca di Nissa     | Richard Bonynge      | Decca               |
| 1994 | Edita Gruberová, Delores Ziegler, Stefano Palatchi, José Bros, Helene Schneidermann         | Elio Boncompagni     | Nightingale Classic |
| 2000 | Dīmītra Theodossiou, Sonia Ganassi, Andrea Papi, Fabio Sartori, Sonia Prina                 | Tiziano Severini     | Dynamic             |

## Videografia (parziale)
| Anno | Cast (Anna, Giovanna, Enrico, Percy, Smeton)                                                     | Direttore                | Etichetta           |
| ---- | ------------------------------------------------------------------------------------------------ | ------------------------ | ------------------- |
| 1984 | Joan Sutherland, Judith Forst, James Morris, Michael Myers, Janet Stubbs                         | Richard Bonynge          | VAI                 |
| 2005 | Dīmītra Theodossiou, Sofia Soloviy, Riccardo Zanellato, Gian Luca Pasolini, Josè Maria Lo Monaco | Fabrizio Maria Carminati | Dynamic             |
| 2011 | Anna Netrebko, Elīna Garanča, Ildebrando D'Arcangelo, Francesco Meli, Elisabeth Kulman           | Evelino Pidò             | Deutsche Grammophon |
| 2013 | Marta Torbidoni, Laura Polverelli, Federico Benetti, Moisés Marín García, Martina Belli          | Fabio Biondi             | Dynamic             |